# 荆紫关古建筑群
荆紫关古建筑群位于河南省南阳市淅川县荆紫关镇，是保存较为完好的一条明清时期的古建筑群，现存明清两代房舍2200多间和店铺700多间。主要古代建筑有：荆紫关古街道、关门、山陕会馆、禹王宫、平浪宫、万寿宫、法海寺、清真寺、一脚踏三省碑亭等。